# 大学城南駅 (広州市)
大学城南駅（だいがくじょうみなみ-えき）は、中華人民共和国広東省広州市番禺区に位置する広州地下鉄の駅。4号線、7号線及び12号線が乗り入れている。

## 歴史
- 2005年12月26日 - 4号線の南亭駅として開業[1]
- 2006年5月 - 大学城南駅に改称[2]。
- 2016年12月28日 - 7号線の開業により乗換駅となる[3]。
- 2025年6月29日 - 12号線が開業[4]。

## 駅構造
4号線は相対式ホーム2面2線、7号線と12号線は島式ホーム1面2線の地下駅である。東西2つのコンコースを有しており、12号線ホームへは西コンコースからのみアクセス可能です。
4号線新造側、7号線駅両側、12号線大学城北側には上下線間の片渡り線が設置され、4号線黄村方面と7号線燕山方面の間には連絡線、12号線終点側には大学城南車両基地へ接続する2本の出入庫線が設けられています。

### のりば
| 番線                    | 路線     | 行先                   |
| ----------------------- | -------- | ---------------------- |
| 4号線ホーム（地下1階）  |          |                        |
| 1                       | ■ 4号線  | 黄村方面               |
| 2                       | ■ 4号線  | 南沙客運港方面         |
| 7号線ホーム（地下2階）  |          |                        |
| 3                       | ■ 7号線  | 燕山方面               |
| 4                       | ■ 7号線  | 広州南駅・美的大道方面 |
| 12号線ホーム（地下3階） |          |                        |
| 5                       | ■ 12号線 | 降車ホーム             |
| 6                       | ■ 12号線 | 二沙島方面             |

## 駅周辺
- 広東工業大学
- 大学城馨園
- 越秀・星匯文宇
- 越秀・星匯文華
- 華南理工大学
- 墨香南園
- 広州市環境監測與預警中心

## 隣の駅
広州地下鉄
■ 4号線
新造駅 417 - 大学城南駅 418 - 大学城北駅 419
■ 7号線
板橋駅 708 - 大学城南駅 709 - 深井駅 710
■ 12号線
大学城北駅 1224 -大学城南駅 1225